# 厄瓜多爾憲政時期
厄瓜多爾憲政時期（西班牙語：El periodo constitucional del Ecuador）是厄瓜多爾的歷史時期。自1945年起至1960年結束。該時期是厄瓜多爾經濟最繁榮且穩定的時期，自加洛·普拉薩上台後，厄瓜多爾迎來了憲政改革與經濟改革，使厄瓜多爾成為和平穩定的現代化國家。直到1960年，馬里亞·貝拉斯科的第四次總統任期備受爭議引起的不穩定動盪問題，使維持十多年憲政繁榮時期結束。